# Super Audio CD

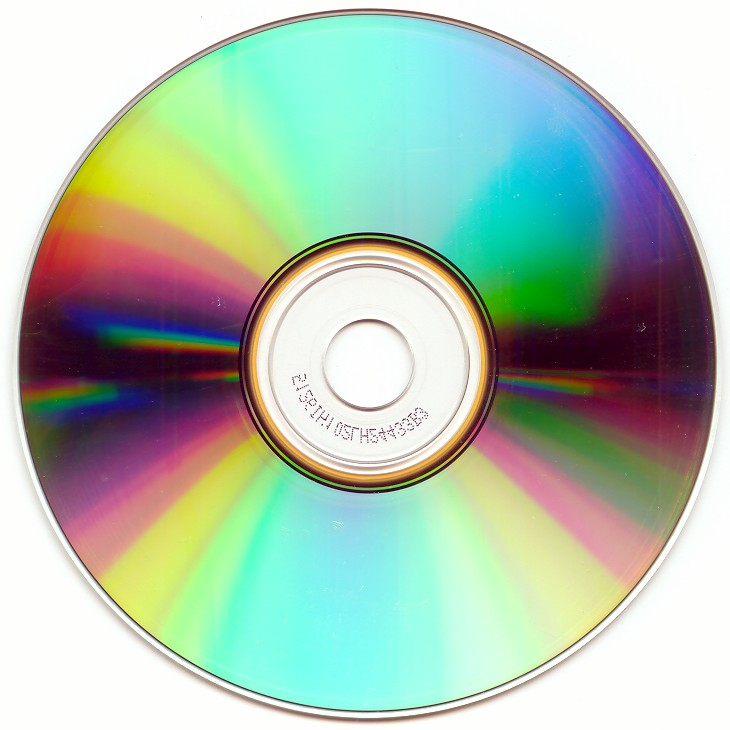

Super Audio CD (SACD) är en optisk ljudskiva som är avsedd för att ge en högre digital ljudupplösning än den ordinära CD-skivan. Formatet introducerades i september 1999 och utvecklades av Sony och Philips, samma företag som utvecklade den ursprungliga CD-skivan.
SACD använder en annan teknik än CD och DVD-Audio genom att SACD läser av de digitala musikdata genom en en-bits modulationsprocess kallad Direct Stream Digital på en mycket hög samplingsfrekvens, 2,8224 megahertz. 
SACD kan innehålla två-kanalers stereoljud eller surroundljud (vanligen 5.1-ljud) eller båda två. Det finns tre typer av SACD:
- Hybrid: Innehåller ett lager som är en vanlig CD och är kompatibel med alla vanliga CD-spelare samt ett 4,7 gigabyte SACD-lager. Detta är den mest vanliga varianten eftersom den kan spelas på alla spelare; används en SACD-spelare får lyssnaren utökad kvalitet och möjligheter.
- Ett lager: Använder ett 4,7 gigabyte SACD-lager.
- Två lager: Använder två SACD-lager (inget CD-lager). Detta format är minst förekommande av de tre.

Nu har formatet störst intresse hos audiofiler, men har mindre acceptans på massmarknaden. 2007 fanns det cirka 4 500 släppta SACD-album, ungefär hälften av dem är klassisk musik. Många populära album har dock gjorts till SACD, ofta där de använt fördelen med surroundljud. Super Audio CD släpps ofta som Hybrid-SACD, spelbara även på CD-enheter.
Formatets största konkurrent heter DVD-Audio.

### Fotnoter
1. ↑  Jack Schofield (2 augusti 2007). ”No taste for high-quality audio” (på engelska). Newscenter.philips.com. http://www.newscenter.philips.com/main/standard/about/news/press/archive/2002/article-2217.wpd. Läst 23 juli 2015.